# You Know I Know
You Know I Know ist das sechste Studioalbum des britischen Sängers Olly Murs, das am 9. November 2018 über RCA und Sony veröffentlicht wurde. Es handelt sich um ein Doppelalbum, welches neue Songs (I Know) sowie eine Auswahl seiner bekanntesten Hits (You Know) enthält. Das Album wurde im Dezember 2018 von der British Phonographic Industry (BPI) mit Gold ausgezeichnet und erreichte im November 2020 Platin. Im Mai und Juni 2019 ging Murs zur Unterstützung des Albums auf Tournee durch Großbritannien. You Know I Know war Murs letztes Album bei RCA Records.

## Hintergrund
Murs kündigte das Album auf Twitter an und verkündete, dass es ab dem 5. Oktober 2018 vorbestellbar sein werde. You Know I Know ist ein Doppelalbum. Die erste CD enthält 14 neue Songs inklusive der Lead-Single "Moves", die von Ed Sheeran geschrieben wurde und ein Featuring von Snoop Dogg enthält, und dem Titelsong mit Shaggy. Außerdem ist "Moves" Teil des Soundtracks des Films Johnny English – Man lebt nur dreimal. Für das Album arbeitete Murs mit den Produzenten und Songwritern Steve Mac und Steve Robson sowie dem Songwriter Wayne Hector zusammen. Neben Snoop Dogg und Shaggy rekrutierte Murs Nile Rodgers, um die Gitarre zum Song "Feel the Same" beizutragen.

## Titelliste
| Nr.          | Titel                              | Autor(en)                                                                     |              | Länge |
| ------------ | ---------------------------------- | ----------------------------------------------------------------------------- | ------------ | ----- |
| 1.           | Moves (featuring Snoop Dogg)       | Ed Sheeran, Steve Mac, Ammar Malik, Calvin Broadus                            |              | 2:45  |
| 2.           | Go Hard                            | Oliver Murs, Thomas Barnes, Peter Kelleher, Benjamin Kohn, Camille Purcell    |              | 3:08  |
| 3.           | Love Me Again                      | Murs, Steve Robson, Purcell, Wayne Hector                                     |              | 2:50  |
| 4.           | Excuses                            | Murs, Robson, Grace Barker                                                    |              | 4:06  |
| 5.           | You Know I Know (featuring Shaggy) | Murs, Robson, Hector, Claude Kelly                                            |              | 3:07  |
| 6.           | Feel the Same                      | Murs, Robson, Nile Rodgers, Edward Drewett, Barker, Nicholas Gale             |              | 3:11  |
| 7.           | Somebody New                       | Murs, Robson, Kelly, Hector                                                   |              | 2:46  |
| 8.           | Mark On My Heart                   | Murs, Robson, Kelly, Hector                                                   |              | 2:49  |
| 9.           | Take Your Love                     | Murs, Robson, Hector, Iain Farquarson                                         |              | 3:33  |
| 10.          | Maria                              | Murs, Richard Boardman, Pablo Bowman, Sarah Blanchard                         |              | 3:18  |
| 11.          | Talking to Yourself                | Murs, Robson, Caroline Ailin, Hector                                          |              | 2:34  |
| 12.          | Younger                            | Murs, Daniel Heløy Davidsen, Peter Wallevik, Mich Hansen, Hector, Lucas Secon |              | 3:08  |
| 13.          | Love You Better                    | Murs, Davidsen, Wallevik, Hansen, Hector, Secon                               | Bonustrack   | 3:41  |
| 14.          | Footsteps                          | Murs, Barnes, Kelleher, Kohn, James Newman                                    | Bonustrack   | 3:41  |
| Gesamtlänge: | Gesamtlänge:                       | Gesamtlänge:                                                                  | Gesamtlänge: | 44:37 |

| Nr.          | Titel                                       | Autor(en)                                                                               |              | Länge |
| ------------ | ------------------------------------------- | --------------------------------------------------------------------------------------- | ------------ | ----- |
| 1.           | Dance With Me Tonight                       | Murs, Robson, Kelly                                                                     |              | 3:23  |
| 2.           | Troublemaker (featuring Flo Rida)           | Murs, Robson, Kelly, Breyan Isaac, Tramar Dillard                                       |              | 3:05  |
| 3.           | Up (featuring Demi Lovato)                  | Davidsen, Wallevik, Hansen, Hector, Maegan Cottone                                      |              | 3:44  |
| 4.           | Heart Skips a Beat (featuring Rizzle Kicks) | Alexander Smith, Samuel Preston, Jim Eliot, Jordan Stephens, Harley Alexander-Sule      |              | 3:23  |
| 5.           | Dear Darlin'                                | Murs, Eliot, Edward Drewett                                                             |              | 3:26  |
| 6.           | Wrapped Up (featuring Travie McCoy)         | Murs, Travie McCoy, Robson, Kelly                                                       |              | 3:05  |
| 7.           | You Don't Know Love                         | Murs, Robson, Purcell, Hector                                                           |              | 3:19  |
| 8.           | Kiss Me                                     | Murs, Robson, Zacharie Raymond, Yannick Rastogi, Gary Derussy, Lindy Robbins, Taio Cruz |              | 3:19  |
| 9.           | Please Don't Let Me Go                      | Murs, Robson, Kelly                                                                     |              | 3:24  |
| 10.          | Thinking of Me                              | Murs, Robson, Hector                                                                    |              | 3:26  |
| 11.          | Unpredictable (mit Louisa Johnson)          | Kara DioGuardi, Davidsen, Wallevik, Hansen, Farquarson                                  |              | 3:19  |
| 12.          | Grow Up                                     | Murs, Robson, Purcell, Hector                                                           |              | 3:45  |
| 13.          | Busy                                        | Murs, Adam Argyle, Martin Brammer                                                       | Bonustrack   | 3:00  |
| 14.          | Right Place Right Time                      | Murs, Robson, Kelly                                                                     | Bonustrack   | 3:13  |
| Gesamtlänge: | Gesamtlänge:                                | Gesamtlänge:                                                                            | Gesamtlänge: | 46:51 |

## Vermarktung

### Singles
Am 28. September 2018 wurde Moves als Lead-Single veröffentlicht. Der Song enthält ein Featuring des Rappers Snoop Dogg und ist im Filmsoundtrack von Johnny English – Man lebt nur dreimal zu hören. Take Your Love wurde am 26. Oktober 2018 und Mark on My Heart am 2. November 2018 veröffentlicht. Die vierte Single Excuses folgte am 4. Dezember 2018. Nach Veröffentlichung des Albums folgte die letzte Singleauskopplung Feel the Same am 22. März 2019.

### Tournee
Am 9. Oktober 2018 kündigte Murs eine Arena-Tournee durch das Vereinigte Königreich und Irland an. Diese bestand aus insgesamt 21 Shows und ging vom 1. Mai 2019 bis zum 7. Juni 2019. Als Vorgruppe spielte die britische Band Rak-Su, die Gewinner der vierzehnten Staffel von The X Factor.

#### Setlist
Diese Setlist stammt aus dem Konzert am 10. Mai 2019 in Birmingham, deswegen ist sie möglicherweise nicht repräsentativ für andere Shows der Tournee.
1. "Moves / Shape of You" (Ed-Sheeran-Cover)
2. "Feel the Same"
3. "Kiss Me"
4. "Maria"
5. "You Don’t Know Love (Remix)"
6. "You Know I Know / It Wasn't Me" (Shaggy-Cover)
7. "Talking to Yourself"
8. "Superstition" (Stevie-Wonder-Cover)
9. "Thinking of Me"
10. "What Makes You Beautiful" (One Direction Cover)
11. "I Wan’na Be Like You (The Monkey Song)" (aus "Das Dschungelbuch")
12. "That Girl"
13. "Please Don’t Let Me Go"
14. "Heart Skips a Beat / Freed from Desire" (Gala-Cover)
15. "Dear Darlin'"
16. "Up"
17. "Troublemaker"
18. "Wrapped Up"
19. "Dance with Me Tonight"

#### Termine
| Datum   | Stadt       | Veranstaltungsort                |
| ------- | ----------- | -------------------------------- |
| 1. Mai  | Aberdeen    | BHGE Arena                       |
| 3. Mai  | Glasgow     | SSE Hydro                        |
| 4. Mai  | Glasgow     | SSE Hydro                        |
| 6. Mai  | Nottingham  | Motorpoint Arena                 |
| 7. Mai  | Nottingham  | Motorpoint Arena                 |
| 9. Mai  | Bournemouth | Bournemouth International Centre |
| 10. Mai | Birmingham  | Genting Arena                    |
| 11. Mai | Birmingham  | Genting Arena                    |
| 13. Mai | Dublin      | 3Arena                           |
| 14. Mai | Belfast     | SSE Arena                        |
| 17. Mai | London      | The O2                           |
| 18. Mai | London      | The O2                           |
| 20. Mai | Newcastle   | Metro Radio Arena                |
| 21. Mai | Hull        | Bonus Arena                      |
| 23. Mai | Leeds       | First Direct Arena               |
| 24. Mai | Sheffield   | Sheffield Arena                  |
| 27. Mai | Brighton    | Brighton Centre                  |
| 28. Mai | Cardiff     | Motorpoint Arena                 |
| 30. Mai | Liverpool   | Echo Arena                       |
| 31. Mai | Manchester  | Manchester Arena                 |
| 7. Juni | Gloucester  | The Kingsholm Stadium            |